# Laccophilus pseudomexicanus
Laccophilus pseudomexicanus är en skalbaggsart som beskrevs av Elwood C. Zimmerman 1970. Laccophilus pseudomexicanus ingår i släktet Laccophilus och familjen dykare. Inga underarter finns listade i Catalogue of Life.